# (4404) Enirac
(4404) Enirac est un astéroïde de la ceinture principale.

## Description
(4404) Enirac est un astéroïde de la ceinture principale. Il fut découvert par Alain Maury le 2 avril 1987 à l'observatoire Palomar. Il présente une orbite caractérisée par un demi-grand axe de 2,641 UA, une excentricité de 0,319 et une inclinaison de 30,33° par rapport à l'écliptique.

## Nom
(4404) Erinac porte le prénom de la première épouse du découvreur, Carine, épelé à l'envers, ceci afin d'éviter tout risque de confusion avec (491) Carina.

## Compléments